# Крылов, Сергей Васильевич
Серге́й Васи́льевич Крыло́в (6 декабря 1931, Бугульма Татарской АССР — 20 января 1997, Новосибирск) — российский учёный в области геофизических, сейсмических методов исследования земной коры и верхней мантии.
Член-корреспондент Академии наук СССР (1987; с 1991 — Российской академии наук).

## Биография
Окончил Ленинградский горный институт (1955) и его очную аспирантуру (1961).
В 1955—1957 гг. геофизик-оператор Бугурусланской геофизической конторы Куйбышевского геофизического треста.
С 1961 года работал в Институте геологии и геофизики СО АН СССР (Новосибирск), с 1970 г. — в лаборатории глубинных сейсмических исследований.
Доктор геолого-минералогических наук (1972), профессор (1979). С 1965 г. — доцент и профессор, в 1972—1982 — заведующий кафедрой геофизики Новосибирского государственного университета.
С 1990 г. — первый директор Института геофизики ОИГГМ СО РАН.
Автор монографий:
- «Методика и аппаратура для региональных сейсмических исследований в труднодоступной местности и их применение в Сибири»,
- «Недра Байкала (по сейсмическим данным)»,
- «Детальные сейсмические исследования литосферы на Р- и S-волнах».

Скончался 20 января 1997 года. Похоронен на Южном кладбище Новосибирска.